# Mario Bettoli
Mario Bettoli (Pordenone, 7 marzo 1925 – Pordenone, 26 novembre 2012) è stato un politico e partigiano italiano.

## Biografia
Ha combattuto durante la Resistenza, fra la zona del Monte Raut e la Val d'Arzino, nel ruolo di Commissario della Brigata Garibaldi Sud Arzino
Dopo la Liberazione è stato sindacalista dei tessili, nella Fiot Cgil. Iscritto al Partito Socialista Italiano, viene eletto deputato nel 1953, venendo confermato anche dopo le elezioni del 1958. Termina il suo mandato alla Camera nel 1963.
Nel 1964 è fra i fondatori del Partito Socialista Italiano di Unità Proletaria, con cui nello stesso anno viene eletto consigliere regionale in Friuli-Venezia Giulia. Si conferma nel ruolo anche dopo le elezioni regionali del 1968. In seguito, con la maggioranza del PSIUP, aderisce al Partito Comunista Italiano, con cui viene rieletto in consiglio regionale nel 1973, terminando l'incarico nel 1978.
Nel 1980 per il PCI diventa sindaco di Porcia. Successivamente è presidente dell’Anpi provinciale di Pordenone.
Sposato con Luisa, ebbe due figli Lucia e Gian Luigi. Si è spento a 87 anni nel 2012.